# Каплун

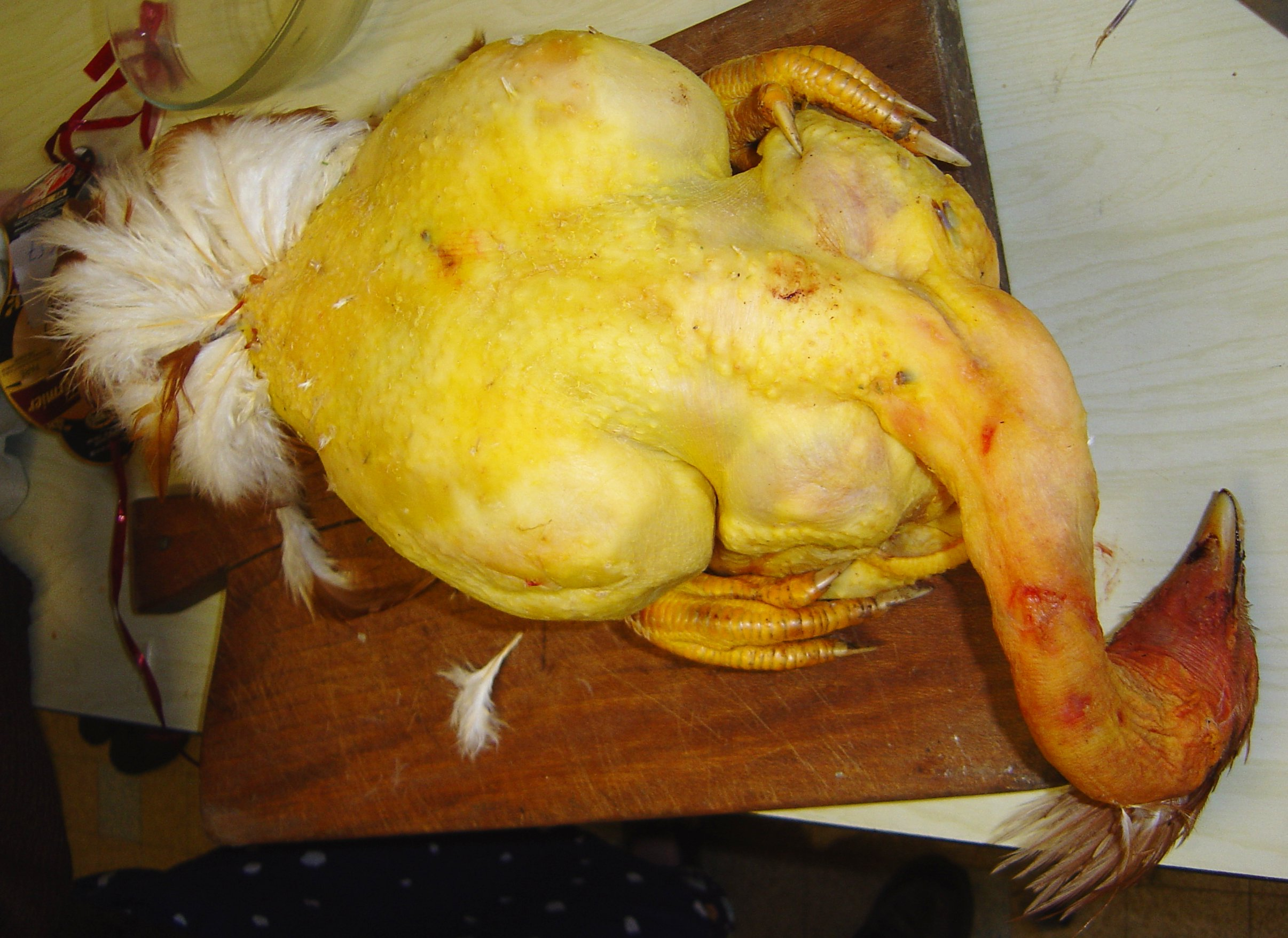
Каплун

Каплу́н — специально откормленный на мясо кастрированный петух.
Каплун чаще употреблялся до начала XX века в европейской кухне, в основном французской, которая издавна ввела различие между четырьмя видами куриного мяса: курица, цыплёнок, пулярка и каплун. Все они отличались друг от друга вкусом, способом приготовления и предназначались для разных блюд. Каплуна готовили целиком, в основном запекали как парадное блюдо. Цыплят жарили и отваривали, курицу отваривали на бульоне и тушили кусочками, пулярку жарили целиком или половинками.
В настоящее время при бройлерном производстве прежние методы подготовки птицы утратили своё значение, но старая терминология всё же сохранилась в ресторанном языке как указание на характер приготовления.